# جیمز آیزاک
جیمز آیزاک (انگلیسی: James Isaac؛ ۵ ژوئن ۱۹۶۰ – ۶ مهٔ ۲۰۱۲) یک کارگردان اهل ایالات متحده آمریکا بود. وی بین سال‌های ۱۹۸۳ تا ۲۰۱۲ میلادی فعالیت می‌کرد.